# Esqueleto (Masters of the Universe)
Esqueleto (Skeletor no original em inglês), é um vilão do desenho animado He-Man e os Mestres do Universo.
Esqueleto é o mestre do mal de Etérnia. Obcecado pelo poder, tenta de todas as formas dominar o castelo de Grayskull, que representa o poder do bem em Etérnia. O vilão Esqueleto, uma estranha combinação de cara de caveira com um corpo físico, tem sua base na Montanha da Serpente, que é uma montanha com uma cachoeira e uma enorme serpente esculpida em toda sua volta (na versão de 1983, a cachoeira fica ao lado da montanha, enquanto na versão de 2002, ela sai da própria boca da estátua da serpente). De lá comanda diversas criaturas do mal para tentar dominar o resto do planeta. 

## Evolução do personagem

### Minicomics originais
Originalmente, junto com cada boneco da linha Masters of the Universe vinha um mini-gibi (ou minicomics) detalhando a história do personagem, que não foram seguidos à risca nas adaptações animadas. No caso do Esqueleto, ele era habitante de uma dimensão paralela de pessoas parecidas com ele que foi trazido para Etérnia após um conflito chamado de a Grande Guerra abrirem uma uma brecha entre os mundos. O grande objetivo do vilão era tomar o Castelo de Grayskull para trazer o resto de seu povo e tomar o planeta. He-Man tem uma metade da Espada do Poder; Esqueleto tem a outra metade. Quando juntas, as duas metades devem servir como chave para o Castelo de Grayskull.

### Série da Filmation
Na série da Filmation, Esqueleto é um antigo pupilo do maligno Hordak, que após seu mestre sequestrar um dos filhos gêmeos do rei de Etérnia Randor, She-Ra, e fugir para o planeta Ethéria, se tornou o líder de suas tropas na Montanha da Cobra. Esqueleto desde então comanda um exército de seres mágicos e tenta dominar o castelo de Grayskull, e assim ter o controle de todo o universo, que é protegido por He-Man, nada menos que Adam, o outro filho de Randor. 

### Minicomics pós-série da Filmation
Nos minicomics que se seguiram ao cancelamento da série animada de Filmation, que pode ser vista como seguindo da mesma continuidade que a série, embora ainda haja várias contradições, é sugerido que o Esqueleto é de fato Keldor, o irmão perdido do Rei Randor. 
Essa implicação ocorre especificamente no mini-gibi de 1986 intitulada "The Search for Keldor", uma história que envolve o Príncipe Adam e Randor em busca do irmão perdido de Randor, Keldor. Quando Esqueleto descobre sua busca, ele pensa que "eles nunca devem descobrir o segredo de Keldor", pois a verdade levará à sua destruição.
Nesta história, o Rei Randor anuncia que Keldor desapareceu anos atrás. "Ele pensou em dominar a magia; quando seus experimentos deram errado e ele se perdeu em uma dimensão além do tempo!" Um dos poucos elementos da história do Esqueleto que permanece consistente ao longo das várias continuidades é que ele veio de outra dimensão para Eternia.
É provável que a declaração de Randor sobre o desaparecimento de Keldor para outra dimensão seja uma tentativa de reconciliar Esqueleto sendo tio de He-Man com suas origens Extra-Eternas. Para descobrir o que aconteceu com Keldor, Randor e a Feiticeira tentam espiar através de uma fenda no espaço-tempo que se abre uma vez por ano.
Randor anuncia "Acho que vi Keldor... Ou é..." Antes que ele possa ver qualquer outra coisa, Esqueleto aparece, determinado a impedi-los de descobrir mais. Embora Esqueleto seja derrotado, ele é capaz de evitar que Randor descubra o destino de Keldor enquanto a fenda se fecha novamente por mais um ano.
O esforço frenético de Esqueleto para encobrir o que aconteceu com Keldor, combinado com o fato de Keldor ter desaparecido para outra dimensão ao tentar se tornar um mestre feiticeiro, é considerado uma forte implicação de que os dois personagens são de fato o mesmo. Infelizmente, como a linha de brinquedos MOTU original chegou ao fim antes que a história pudesse ser resolvida, nunca foi totalmente divulgado se era oficialmente esse o caso.
Steven Grant, o escritor contratado do mini-gibi em questão, afirmou em uma entrevista ao he-man.org que "Pelo que me lembro, Keldor era o Esqueleto... Mas, não acho que isso iria acontecer. ser revelado... Parece que me lembro disso como uma daquelas coisas que a Mattel inventou do nada... Calúnia Keldor e você acaba com Esqueleto... Sua história de fundo não foi realmente elaborada. de energias cósmicas malignas o alteraram. Acho que eles estavam indo para uma coisa de Darth Vader, mas era uma aderência... A ideia principal era que se eles descobrissem que Esqueleto era Keldor, eles seriam capazes de descobrir o que o havia mudado e poderia encontrar alguma maneira de reverter isso."
Na nova continuidade da série animada de 2002, o nome original do Esqueleto era definitivamente Keldor; sua aparência como tal é mostrada e suas façanhas parcialmente descritas. No entanto, parece improvável que ele esteja relacionado com Randor nesta continuidade, já que ele tem a pele azul do Esqueleto e algumas outras características ligeiramente não-humanas enquanto ainda era Keldor. Em entrevista he-man.org com um dos produtores da série de 2002, é revelado que Keldor é meio-irmão de Randor; eles têm mães diferentes.
Na linha de brinquedos Masters of the Universe Classics, foi introduzido um maior desenvolvimento do personagem. Esta linha ofereceu origens mais profundas aos personagens dos Mestres do Universo e uma colaboração de todas as origens na tentativa de criar uma nova continuidade coerente. De acordo com a história revisada, Keldor é meio-irmão de Randor. A mãe de Keldor era membro da raça Gar e ele foi expulso do castelo real devido à sua herança Gar. Ele vagou por Eternia em busca de conhecimento, eventualmente aprendendo as Artes das Trevas com Hordak. Ele então procurou unir Eternia governando-a sozinho e lutando contra seu próprio meio-irmão com seu exército de companheiros desajustados. Depois de perder a batalha e desesperado para sobreviver, ele recorreu a seu mentor Hordak, que fundiu Keldor com uma entidade conhecida como Demo-Man. Juntos eles formaram o Esqueleto. Keldor também aparece nos quadrinhos da DC, mas foi amaldiçoado por seu pai e se tornou Esqueleto.

## Poderes e habilidades
Os poderes de esqueleto são mágicos; ele costuma usá-los para simular uma aparentemente ilimitada gama de poderes. Entre seus feitiços podemos citar rajadas de energia, rajadas paralíticas, rajadas congelantes (capazes de congelar até mesmo fogo criado por Hordak), telepatia, reflexão de feitiços e rajadas, ilusão, aceleração do crescimento de plantas, repulsão, teleportação, criação de portais dimensionais, envelhecimento de seres e telecinese. Anda sempre com sua arma mágica, o Cajado Devastador, que é capaz de em uma única rajada dizimar qualquer ser vivo e também congela qualquer objeto ou ser  .
Esqueleto é um mestre das ciências ocultas e sabe muito a respeito do universo. Ele também é um inventor prodigioso, tendo criado um sem-número de aparatos e veículos, e é competente na luta corpo a corpo e espadas, podendo encarar Teela sem problemas. Contra He-man, porém, ele nunca é páreo em questões físicas, salvo uma ou outra vez quando usou de outros meios para aumentar sua força. Esqueleto possui uma pantera macho chamado Panthor, que costuma ficar a seu lado na sala do trono.